# Víctor Felipe Méndez
Víctor Felipe Méndez Obando (Valdivia, Chile, 23 de septiembre de 1999) es un futbolista chileno que actualmente juega en Colo-Colo de la Primera División de Chile.

## Trayectoria
Tras algunos años en el club Atlético Merino de su natal Valdivia, donde estuvo desde los 7 a los 10 años de edad. A los 13 años tuvo un paso por las divisiones inferiores de Huachipato. Regresó y estuvo un tiempo en las inferiores de Deportes Valdivia. A los 17 años, defendió a Valdivia en los Juegos de la Araucanía, donde captó la atención de Unión Española, quien lo fichó para su fútbol formativo en 2016. Debutó en el primer equipo en el año 2017.
El 28 de julio de 2022, y luego de varios días de negociaciones, fue anunciado como nuevo jugador el CSKA Moscú de la Liga Premier de Rusia mediante sus redes sociales. En septiembre de 2024. es anunciada su cesión al Krylia Sovetov de la Liga premier Rusa.
En enero de 2025, es confirmado por su director técnico Jorge Almirón como nueva incorporación de Colo-Colo de la Primera División chilena, transformándose en el cuarto refuerzo del cuadro albo

## Seleccionado nacional
Fue seleccionado sub-20 por Chile, en el equipo dirigido por Héctor Robles, con el cual disputó el Sudamericano realizado en Chile en el año 2019 en el que jugo 3 partidos, todos como titular.

### Participaciones en Sudamericanos
| Torneo                      | Sede  | Resultado    | Partidos | Goles |
| --------------------------- | ----- | ------------ | -------- | ----- |
| Sudamericano Sub-20 de 2019 | Chile | Primera fase | 3        | 0     |

### Selección adulta
El 4 de diciembre de 2021 fue convocado por Martín Lasarte, director técnico de la selección chilena adulta, para disputar partidos amistosos frente a México y el Salvador. Jugó ambos partidos.
El 1 de junio de 2022, fue convocado por Eduardo Berizzo, con vistas a la gira por Asia de La Roja, dónde enfrentará en un partido amistoso a Corea del Sur y la Copa Kirin.
El 15 de septiembre de 2022, fue nuevamente convocado por Eduardo Berizzo para enfrentar los partidos amistosos ante Marruecos y Catar.

### Partidos internacionales
Actualizado hasta el 16 de noviembre de 2023.
| Partidos internacionales | Partidos internacionales | Partidos internacionales                                        | Partidos internacionales | Partidos internacionales | Partidos internacionales | Partidos internacionales | Partidos internacionales | Partidos internacionales | Partidos internacionales          |
| N.º                      | Fecha                    | Estadio                                                         | Local                    | Resultado                | Visitante                | Goles                    | Asistencias              | DT                       | Competición                       |
| ------------------------ | ------------------------ | --------------------------------------------------------------- | ------------------------ | ------------------------ | ------------------------ | ------------------------ | ------------------------ | ------------------------ | --------------------------------- |
| 1                        | 9 de diciembre de 2021   | Q2 Stadium, Austin, Estados Unidos                              | México                   | 2-2                      | Chile                    |                          | 86' a Pablo Parra        | Martín Lasarte           | Amistoso                          |
| 2                        | 12 de diciembre de 2021  | Banc of California Stadium, Los Ángeles, Estados Unidos         | El Salvador              | 0-1                      | Chile                    |                          |                          | Martín Lasarte           | Amistoso                          |
| 3                        | 10 de junio de 2022      | Estadio Noevir Kobe, Kōbe, Japón                                | Chile                    | 0-2                      | Túnez                    |                          |                          | Eduardo Berizzo          | Copa Kirin 2022                   |
| 4                        | 27 de septiembre de 2022 | Estadio Franz Horr, Viena, Austria                              | Catar                    | 2-2                      | Chile                    |                          |                          | Eduardo Berizzo          | Amistoso                          |
| 5                        | 16 de noviembre de 2022  | Estadio del Ejército Polaco, Varsovia, Polonia                  | Polonia                  | 1-0                      | Chile                    |                          |                          | Eduardo Berizzo          | Amistoso                          |
| 6                        | 20 de noviembre de 2022  | Tehelné pole, Bratislava, Eslovaquia                            | Eslovaquia               | 0-0                      | Chile                    |                          |                          | Eduardo Berizzo          | Amistoso                          |
| 7                        | 27 de marzo de 2023      | Estadio Monumental, Santiago, Chile                             | Chile                    | 3-2                      | Paraguay                 |                          |                          | Eduardo Berizzo          | Amistoso                          |
| 8                        | 16 de junio de 2023      | Estadio Sausalito, Viña del Mar, Chile                          | Chile                    | 5-0                      | República Dominicana     |                          |                          | Eduardo Berizzo          | Amistoso                          |
| 9                        | 20 de junio de 2023      | Estadio Ramón Aguilera Costas, Santa Cruz de la Sierra, Bolivia | Bolivia                  | 0-0                      | Chile                    |                          |                          | Eduardo Berizzo          | Amistoso                          |
| 10                       | 12 de octubre de 2023    | Estadio Monumental, Santiago, Chile                             | Chile                    | 2-0                      | Perú                     |                          |                          | Eduardo Berizzo          | Clasificación a Norteamérica 2026 |
| 11                       | 17 de octubre de 2023    | Estadio Monumental de Maturín, Maturín, Venezuela               | Venezuela                | 3-0                      | Chile                    |                          |                          | Eduardo Berizzo          | Clasificación a Norteamérica 2026 |
| 12                       | 16 de noviembre de 2023  | Estadio Monumental, Santiago, Chile                             | Chile                    | 0-0                      | Paraguay                 |                          |                          | Eduardo Berizzo          | Clasificación a Norteamérica 2026 |
| Total                    | Total                    | Total                                                           | Presencias               | 12                       | Goles                    | 0                        | 1                        |                          |                                   |

| Selección chilena | Selección chilena | Selección chilena |
| Año               | Partidos          | Goles             |
| ----------------- | ----------------- | ----------------- |
| 2021              | 2                 | 0                 |
| 2022              | 4                 | 0                 |
| 2023              | 6                 | 0                 |
| Total             | 12                | 0                 |

## Estadísticas

### Clubes
| Club                   | Div.             | Temporada        | Liga  | Liga  | Liga   | Copas nacionales | Copas nacionales | Copas nacionales | Torneos internacionales | Torneos internacionales | Torneos internacionales | Total | Total | Total  | Media goleadora |
| Club                   | Div.             | Temporada        | Part. | Goles | Asist. | Part.            | Goles            | Asist.           | Part.                   | Goles                   | Asist.                  | Part. | Goles | Asist. | Media goleadora |
| ---------------------- | ---------------- | ---------------- | ----- | ----- | ------ | ---------------- | ---------------- | ---------------- | ----------------------- | ----------------------- | ----------------------- | ----- | ----- | ------ | --------------- |
| Unión Española · Chile | 1.ª              | 2017             | 3     | 0     | 0      | 1                | 0                | 0                | —                       | —                       | —                       | 4     | 0     | 0      | 0.0             |
| Unión Española · Chile | 1.ª              | 2018             | 19    | 0     | 1      | 2                | 0                | 0                | —                       | —                       | —                       | 21    | 0     | 1      | 0.0             |
| Unión Española · Chile | 1.ª              | 2019             | 18    | 0     | 0      | 6                | 0                | 0                | 3                       | 0                       | 0                       | 27    | 0     | 0      | 0.0             |
| Unión Española · Chile | 1.ª              | 2020             | 32    | 1     | 4      | —                | —                | —                | —                       | —                       | —                       | 32    | 1     | 4      | 0.03            |
| Unión Española · Chile | 1.ª              | 2021             | 29    | 1     | 5      | 8                | 0                | 0                | 2                       | 1                       | 1                       | 39    | 2     | 6      | 0.05            |
| Unión Española · Chile | 1.ª              | 2022             | 15    | 1     | 3      | 1                | 0                | 0                | 1                       | 0                       | 1                       | 17    | 1     | 4      | 0.06            |
| Unión Española · Chile | Total club       | Total club       | 116   | 3     | 13     | 18               | 0                | 0                | 6                       | 1                       | 2                       | 140   | 4     | 15     | 0.03            |
| CSKA Moscú · Rusia     | 1.ª              | 2022-23          | 26    | 0     | 0      | 12               | 0                | 1                | —                       | —                       | —                       | 38    | 0     | 1      | 0.0             |
| CSKA Moscú · Rusia     | 1.ª              | 2023-24          | 24    | 1     | 0      | 9                | 0                | 0                | —                       | —                       | —                       | 33    | 1     | 0      | 0.03            |
| CSKA Moscú · Rusia     | Total club       | Total club       | 50    | 1     | 0      | 21               | 0                | 1                | 0                       | 0                       | 0                       | 71    | 1     | 1      | 0.01            |
| Krylia Sovetov · Rusia | 1.ª              | 2024-25          | 10    | 0     | 1      | 3                | 0                | 0                | —                       | —                       | —                       | 13    | 0     | 1      | 0.0             |
| Krylia Sovetov · Rusia | Total club       | Total club       | 10    | 0     | 1      | 3                | 0                | 0                | 0                       | 0                       | 0                       | 13    | 0     | 1      | 0.0             |
| Colo-Colo · Chile      | 1.ª              | 2025             | 9     | 0     | 0      | 6                | 0                | 1                | 3                       | 0                       | 0                       | 18    | 0     | 1      | 0               |
| Colo-Colo · Chile      | Total            | Total            | 9     | 1     | 0      | 6                | 0                | 1                | 3                       | 0                       | 0                       | 18    | 1     | 1      | 0,05            |
| Total en carrera       | Total en carrera | Total en carrera | 185   | 4     | 14     | 48               | 0                | 2                | 9                       | 1                       | 2                       | 242   | 6     | 18     | 0.02            |
| 1. 2. 3.               |                  |                  |       |       |        |                  |                  |                  |                         |                         |                         |       |       |        |                 |

### Selecciones
| Selección      | Temporada     | Amistosos | Amistosos | Amistosos | Sudamérica | Sudamérica | Sudamérica | Mundial | Mundial | Mundial | Total | Total | Total  | Media goleadora |
| Selección      | Temporada     | Part.     | Goles     | Asist.    | Part.      | Goles      | Asist.     | Part.   | Goles   | Asist.  | Part. | Goles | Asist. | Media goleadora |
| -------------- | ------------- | --------- | --------- | --------- | ---------- | ---------- | ---------- | ------- | ------- | ------- | ----- | ----- | ------ | --------------- |
| Sub-20 · Chile | 2018          | 2         | 0         | 0         | —          | —          | —          | —       | —       | —       | 2     | 0     | 0      | 0.0             |
| Sub-20 · Chile | 2019          | —         | —         | —         | 3          | 0          | 0          | —       | —       | —       | 3     | 0     | 0      | 0.0             |
| Sub-20 · Chile | Total         | 2         | 0         | 0         | 3          | 0          | 0          | 0       | 0       | 0       | 5     | 0     | 0      | 0.0             |
| Adulta · Chile | 2021          | 2         | 0         | 1         | —          | —          | —          | —       | —       | —       | 2     | 0     | 1      | 0.0             |
| Adulta · Chile | 2022          | 4         | 0         | 0         | —          | —          | —          | —       | —       | —       | 4     | 0     | 0      | 0.0             |
| Adulta · Chile | 2023          | 3         | 0         | 0         | 3          | 0          | 0          | —       | —       | —       | 6     | 0     | 0      | 0.0             |
| Adulta · Chile | Total         | 9         | 0         | 1         | 3          | 0          | 0          | 0       | 0       | 0       | 12    | 0     | 1      | 0.00            |
| Total carrera  | Total carrera | 11        | 0         | 1         | 6          | 0          | 0          | 0       | 0       | 0       | 17    | 0     | 1      | 0.00            |
| 1.             |               |           |           |           |            |            |            |         |         |         |       |       |        |                 |

## Palmarés

### Títulos nacionales
| Título        | Club       | País  | Año     |
| ------------- | ---------- | ----- | ------- |
| Copa de Rusia | CSKA Moscú | Rusia | 2022-23 |

### Títulos internacionales
| Título               | Equipo (*)                | Sede    | Año  |
| -------------------- | ------------------------- | ------- | ---- |
| Juegos Suramericanos | Selección de Chile sub-20 | Bolivia | 2018 |

### Distinciones individuales
| Distinción                                                    | Año  |
| ------------------------------------------------------------- | ---- |
| Mejor volante de 2021 por Encuesta El Deportivo de La Tercera | 2021 |
| Equipo ideal del año en la Gala Crack Easy                    | 2022 |